# Холмське князівство

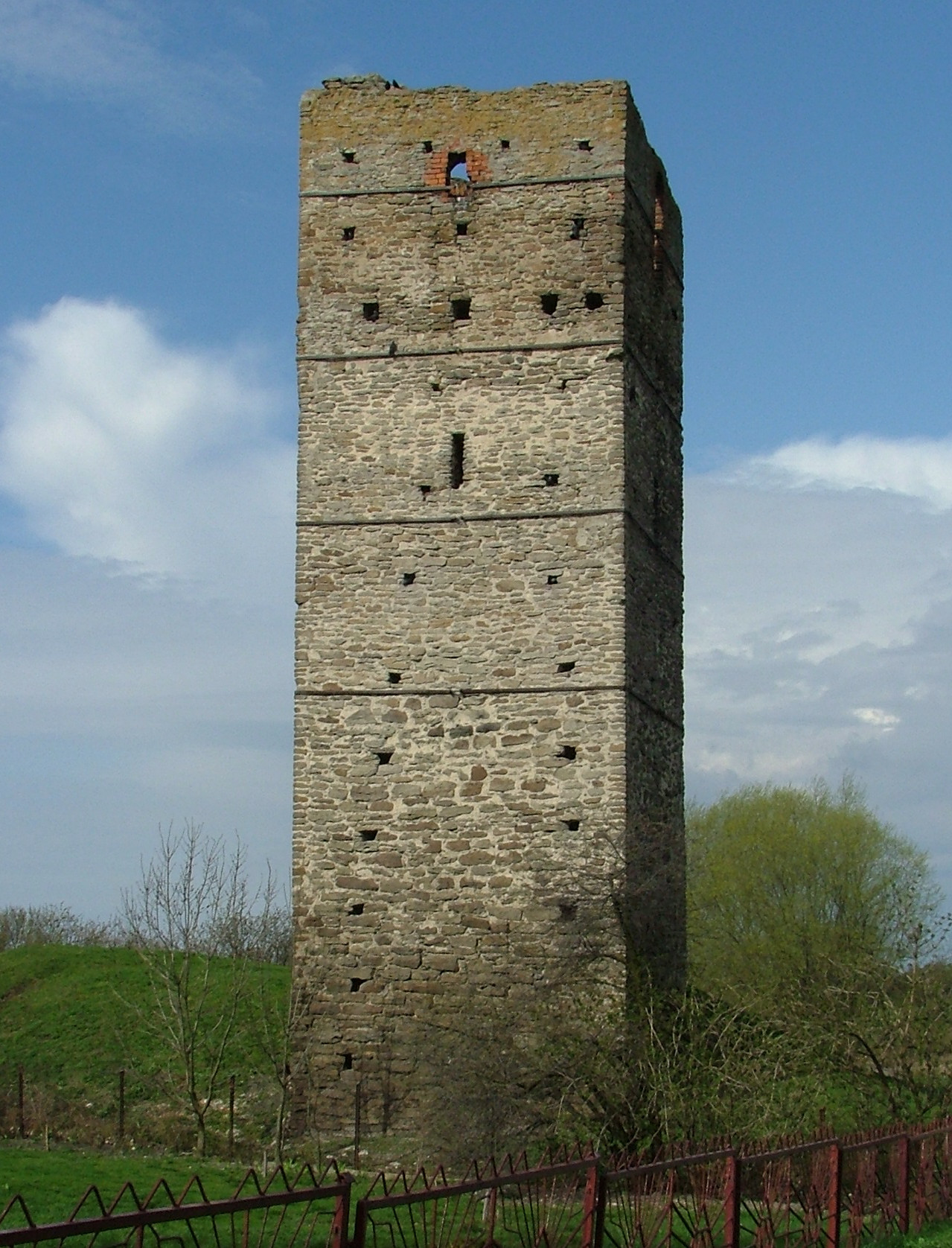
Вежа у Столп'є.

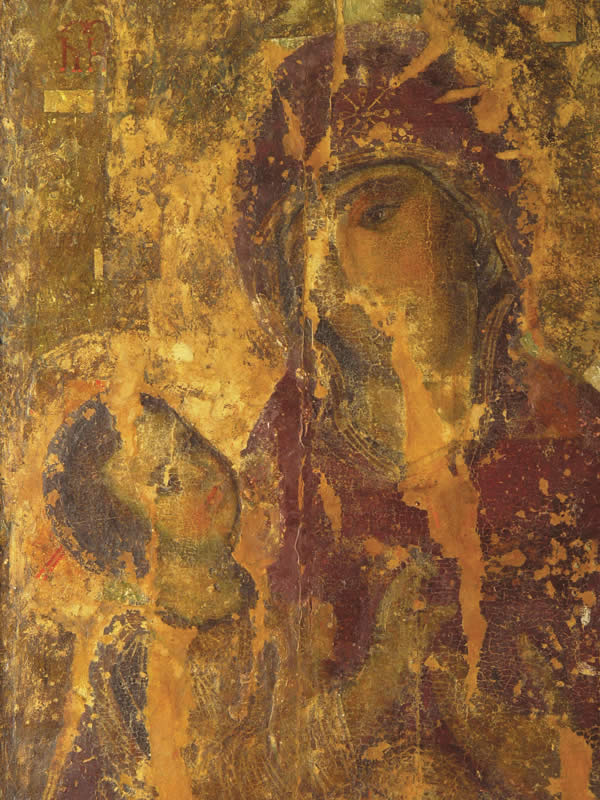
Холмська ікона Божої Матері.

Хо́лмське князівство — удільне князівство у складі Галицько-Волинської держави, Великого князівства Литовського і Угорського королівства в ХІІІ-XIV ст.ст. Столиця князівства — місто Холм, зараз у Польщі.

## Історія
Місто Холм було засноване королем Данилом Романовичем у другій половині 30-х років ХІІІ ст., під час міжусобної боротьби у князівстві, коли цей князь був змушений тимчасово покинути Галич. Відновивши свою владу у державі, князь Данило переніс столицю Галицького князівства до Холма, зробивши це місто центром політичного і культурного життя всієї Західної України. З 60-х років ХІІІ ст. навколо Холма утворюється окрема Холмська волость, частина Галицько-Волинської Русі, яка закріпилась за нащадками короля Данила Романовича.
У час боротьби Волинського князівства за незалежність від Польщі Холмське і Белзьке князівства були надані Любартом-Дмитром своєму племіннику Юрію Наримунтовичу близько 1338 р. У 1366 р. Юрій змушений був визнати себе васалом польського короля Казимира ІІІ, однак вже після його смерті у 1370 році знову перейшов на сторону литовських князів.
В 1377 р. Людовік Угорський здійснив похід на Волинь проти місцевих князів й захопив міста Холм та Белз. Після цього Холмське князівство було ліквідовано, а його територія увійшла до складу Руського домену Польської корони.
В наші часи територія колишнього Холмського князівства є центром українського етнокультурного регіону Холмщина, що знаходиться у складі Польщі.

### Юрій Данилович Холмський
У історіографії існує думка про князювання в Холмі Юрія Даниловича, нібито сина Данила Острозького. Вона ґрунтується на основі запису у Холмському Євангеліє про князя з таким іменем, однак жодне тогочасне джерело не знає Юрія Даниловича, натомість Юрій Наримунтович, князь Холмський згаданий у багатьох документах та хроніках XIV—XV ст.

## Князі
Романовичі
- Роман Данилович (? — бл. 1261)[1]
- Шварно Данилович (1264—1269)
- Юрій Львович (1269—1301)
- Данило Василькович Острозький (1352—1366)[1]
- Юрій-Андрій Острозький (1370—1377)[2]
- Острозький Михайло Данилович (1383—1387)[2]

Гедиміновичі
- Юрій Наримунтович (1366—1370)

остаточний перехід Холмщини під владу Польщі